# Annie Vernay
Annie Vernay (Ginebra, Suiza; 21 de noviembre de 1921 - Buenos Aires, Argentina; 15 de agosto de 1941) fue una joven actriz de nacionalidad  francesa.

## Carrera
Emergió como una estrella del cine francés antes de su repentina muerte a la edad de diecinueve años. Después de ganar un concurso de belleza , Vernay apareció en siete películas francesas incluyendo La principessa Tarakanova (1938) que protagonizó junto a Pierre Richard-Willm, Les otages (1939) junto a Saturnin Fabre y Fernand Charpin y Dédé la musique (1941) con Albert Préjean y Robert Le Vigan.
Sus actuaciones atrajeron el interés de los estudios estadounidenses.

## Filmografía
- The Lie of Nina Petrovna (1938)
- Princess Tarakanova (1938)
- The Novel of Werther (1938)
- Hangman's Noose (1940)
- Sing Anyway (1940)
- Chantons quand même (1940)
- Le collier de chanvre (1940)
- Dédé la musique (1941)

## Fallecimiento
Mientras se dirigía a Hollywood, comenzó a sentirse mal Buenos Aires, Argentina, y falleció inesperadamente producto del Tifus durante su viaje por el Atlántico  el 15 de agosto de 1941.